# Pasquale Cascio
Pasquale Cascio (* 29. listopadu 1957 Castelcivita) je italský římskokatolický duchovní a arcibiskup Sant'Angelo dei Lombardi-Conza-Nusco-Bisaccia.

## Život
Narodil se 29. listopadu 1957 v Castelcivita.
Vstoupil do Papežského regionalního semináře v Salernu a následně do Almo collegio Capranica. Věnoval se studiu teologie a filosofie na Papežské univerzitě Gregoriana v Římě. Je absolventem Papežského biblického institutu. Dne 23. července 1983 byl biskupem Umbertem Lucianem Altomare vysvěcen na kněze a inkardinován do diecéze Diano-Teggiano. Stal se farářem farnosti svatého Jana Křtitele v Sicignano degli Alburni.
Od roku 1988 přednášel na Vyšším institutu náboženských studií v Teggianu. V letech 1991–2012 byl farářem v Controne. Zastával funkci okrskového vikáře zóny Alburni, nadále přednášel na různých teologických instututech a byl vedoucím technického úřadu diecéze.
Dne 27. října 2012 jej papež Benedikt XVI. jmenoval arcibiskupem Sant'Angelo dei Lombardi-Conza-Nusco-Bisaccia. Biskupské svěcení přijal 5. ledna 2013 z rukou kardinála Crescenzia Sepe a spolusvětiteli byli biskup Antonio De Luca a arcibiskup Francesco Alfano.